# アップフロントエッグ
アップフロントエッグとは、アップフロントプロモーション（旧：アップフロントエージェンシー）を中心とするアップフロントグループに所属し役者、タレントなどを目指す研修生のことである。ハロー!プロジェクトでデビューを目指す研修生であるハロプロエッグは含まれない。

## メンバー

### 元メンバー
- 能登有沙
  - 2009年9月23日加入。同日ハロプロエッグを卒業。後にアップフロントグループ外のスタイルキューブに移籍したため、事実上の脱退。
- 佐野香織里
  - 2008年12月加入。後に事務所に離脱。